# Onkologi
Onkologi (av grekiska ὄγκος (ónkos) ’svulst’) är läran om tumörsjukdomar. Det är även medicinsk specialitet som fokuserar på tumörsjukdomar och dess behandling. En läkare som har genomgått specialistutbildning inom onkologi kallas för onkolog eller cancerläkare. Till onkologin hör ett antal grenspecialiteter, som specialiserar sig på tumörer inom ett särskilt område. Exempel på detta är barnonkologi och gynekologisk onkologi.
Ämnesområdets huvudsakliga fokus ligger på strålbehandling och läkemedelsbehandling för tumörer, men på senare tid har även omvårdnadsinriktad onkologi blivit mer vanligt.